# Kristet Center
Kristet Center Örebro är en pingstförsammling i Örebro, grundad 1995. Sedan 2019 är församlingen en del av Pingströrelsen i Sverige.  Församlingen består av ca 400 medlemmar, har en lokal på 3400 kvm och dess pastor är Per-Åke Eliasson.

## Historia
Västanåsmissionen var sedan 1967 aktiv på Västanås, fyra mil sydväst om Örebro. År 1993 ombildades man till Västanås Center med Sven Nilsson som pastor. 1994 flyttade man större delen av verksamheten till Örebro och påbörjade ett samarbete med församlingen Nytt Liv, där Börje Hellberg var pastor. Den 19 augusti 1995 avslutade båda församlingarna sina tidigare verksamheter och man slogs samman och grundade Kristet Center Örebro, tillhörande trosrörelsen. Sven Nilsson blev pastor och förblev det till 1 september 1998 då ansvaret överlämnades till den nuvarande pastorn Per-Åke Eliasson. Lokalerna i Västanås har man kvar och använder som församlingsgård.

## Verksamheter
Förutom sin ordinarie församlingsverksamhet driver Kristet Center Örebro bland annat den kristna friskolan Grenadjärskolan, även om Stiftelsen Grenadjärskolan är juridisk huvudman. Skolan, med över 150 elever, ligger på samma tomt som Kristet Center och innefattar både grundskola från årskurs 1 till årskurs 9, fritidsverksamhet, 3-5 årsverksamhet och förskoleverksamhet.
Man är även ansvarig för ett barnhem i Uganda kallat Barnhjälp Soluppgång, som tar hand om över 400 barn och ger mat och husrum åt ytterligare ca 1000 personer. Fadderarbetet sträcker sig inte bara tills barnen börjar grundskolan utan fortsätter genom grundskolan och i vissa fall även motsvarande gymnasieutbildning.
Kyrkan är också aktiv i bostadsområdet Vivalla där man varje månad anordnar en form av söndagsskola, kallad Buskul.  Sedan 2006 arrangerar man årligen, i augusti månad, en stor barnfestival över hela Vivalla kallad Augustifestivalen. Sedan 2008 hålls även regelbundna ”kulturutbytarkvällar” i Kulturarenan i Vivalla. Syftet är att mötas utanför kulturella gränser, dela med sig av sin kultur i sång och dans och att umgås.

### Fotnoter
1. ↑  ”Historia”. Kristet Center Örebro. 25 september 2019. https://kristetcenter.se/historia/. Läst 19 januari 2020.
2. ↑  ”Lokalerna”. Kristet Centern. Arkiverad från originalet den 11 augusti 2010. https://web.archive.org/web/20100811051911/http://www.kristetcenter.se/index.asp?del=Forsamlingen&TypID=Undersida&Id=109. Läst 31 januari 2013.
3. 1 2 3  ”Sven tar grabbatag i grytorna”. Tidningen Dagen. http://www.dagen.se/familj/sven-tar-grabbatag-i-grytorna-1.230679. Läst 31 januari 2013.
4. ↑  ”Västanås”. Kristet Centern. Arkiverad från originalet den 23 augusti 2010. https://web.archive.org/web/20100823191458/http://www.kristetcenter.se/index.asp?del=Forsamlingen&TypID=Undersida&Id=110. Läst 31 januari 2013.
5. ↑  ”Grenadjärskolan”. Kristet Centern. Arkiverad från originalet den 11 augusti 2010. https://web.archive.org/web/20100811052105/http://www.kristetcenter.se/index.asp?del=Forsamlingen&TypID=Undersida&Id=113. Läst 31 januari 2013.
6. 1 2  ”De leder den äldsta och den yngsta kyrkan i Örebro”. Tidningen Världen Idag. http://www.varldenidag.se/nyhet/2008/05/21/De-leder-den-aldsta-och-den-yngsta-kyrkan-i-/. Läst 31 januari 2013.
7. ↑  ”Grenadjärskolan (fristående friskola)”. Örebro Kommun. http://www.orebro.se/962.html. Läst 31 januari 2013.
8. ↑  ”Soluppgång är ett unikt fadderprogram”. Kristet Center. Arkiverad från originalet den 11 augusti 2010. https://web.archive.org/web/20100811221257/http://www.kristetcenter.se/index.asp?del=Soluppgang&TypID=Undersida&Id=82. Läst 31 januari 2013.
9. ↑  ”Kulturutbytarkväll i Vivalla”. Knytpunkt Örebro. http://www.knytpunkt.com/artiklar.php?id=439. Läst 31 januari 2013.
10. ↑  ”Buskul på Vivalla torg”. Vivalla.se. http://www.vivalla.se/buskul-pa-vivalla-torg. Läst 31 januari 2013.[död länk]
11. ↑  ”Stort intresse för barnfestival”. Sveriges radio. http://sverigesradio.se/sida/artikel.aspx?programid=159&artikel=5236302. Läst 31 januari 2013.
12. ↑  ”Kulturutbytarkväll i Vivalla”. Knytpunkt Örebro. http://www.knytpunkt.com/artiklar.php?id=439. Läst 31 januari 2013.

### Webbkällor
- Kristet Centers hemsida